# Codex Regius

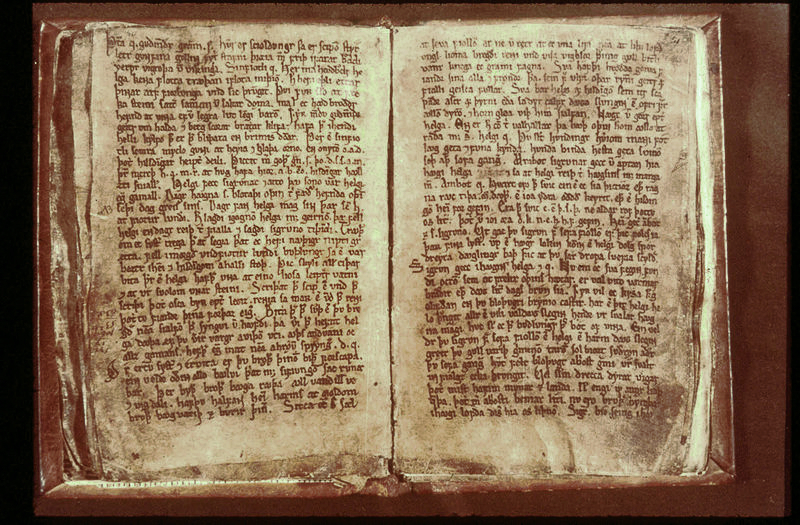
Uppslag ur Codex Regius med eddadikter

Codex Regius (”den kungliga boken”, GKS 2365 4to) är en medeltida, isländsk handskrift från omkring 1270 av okända författare. 
Codex Regius innehåller 45 pergamentblad (8 saknades då den återfanns) och innehåller flertalet av de dikter som enligt en relativt sen och något godtycklig indelning kallas eddadikter, det vill säga anonyma kväden från 850–1200, de flesta skrivna på fornyrdislag, som är en av huvudkällorna till kunskap om den nordiska mytologin. Codex Regius tros vara skriven på 1270-talet.
Handskriften upptäcktes av en slump på en isländsk bondgård 1643 av Brynjólfur Sveinsson, biskop i Skálholt. Man trodde då felaktigt att det rörde sig om ett komplement till Snorre Sturlasons Edda, varför handskriften ofta kallas för Poetiska Eddan. Namnet ”den kungliga boken” har handskriften fått eftersom den var i kunglig ägo hos Fredrik III av Danmark från 1662. 1971 återfördes Codex Regius till Island och bevaras nu på Árni Magnússon-institutet för isländska studier.

## Innehåll
| Valans spådom                              | (Völuspá)                    |
| Den Höges sång                             | (Hávamál)                    |
| Sången om Vavtrudner                       | (Vafþrúðnismál)              |
| Sången om Grimner                          | (Grímnismál)                 |
| Sången om Skirner                          | (Skírnismál)                 |
| Sången om Harbard                          | (Hárbarðsljóð)               |
| Kvädet om Hymer                            | (Hymiskviða)                 |
| Loketrätan                                 | (Lokasenna)                  |
| Kvädet om Trym                             | (Þrymskviða)                 |
| Kvädet om Volund                           | (Völundarkviða)              |
| Sången om Allvis                           | (Alvíssmál)                  |
| Första kvädet om Helge Hundingsbane        | (Helgakviða Hundingsbana I)  |
| Kvädet om Helge Hjorvardsson               | (Helgakviða Hjörvarðssonar)  |
| Andra kvädet om Helge Hundingsbane         | (Helgakviða Hundingsbana II) |
| Om Sinfjötles död                          | (Frá dauða Sinfjötla)        |
| Gripers spådom                             | (Grípisspá)                  |
| Sången om Regin                            | (Reginsmál)                  |
| Sången om Fafner                           | (Fáfnismál)                  |
| Sången om Sigdriva                         | (Sigrdrífumál)               |
| Den stora lakunen, se nedan                |                              |
| Brottstycke av det större kvädet om Sigurd | (Brot af Sigurðarkviðu)      |
| Första kvädet om Gudrun                    | (Guðrúnarkviða I)            |
| Det korta kvädet om Sigurd                 | (Sigurðarkviða hin skamma)   |
| Brynhilds färd till Hel                    | (Helreið Brynhildar)         |
| Nivlungarnes dråp                          | (Dráp Niflunga)              |
| Andra kvädet om Gudrun                     | (Guðrúnarkviða II)           |
| Tredje kvädet om Gudrun                    | (Guðrúnarkviða III)          |
| Oddruns gråt                               | (Oddrúnargrátr)              |
| Kvädet om Atle                             | (Atlakviða)                  |
| Den grönländska sången om Atle             | (Atlamál)                    |
| Gudruns eggelse                            | (Guðrúnarhvöt)               |
| Sången om Hamder                           | (Hamðismál)                  |

## Den stora lakunen
Codex Regius har ursprungligen bestått av 53 blad, ordnade i 7 bladlägg om 8 blad (16 sidor). Sista bladlägget består dock bara av 5 blad. Någon gång före 1643 har någon avlägsnat det femte bladlägget bestående av texten mellan sidorna 32 och 41, mitt i Völsungacykelns hjältedikter.
Där skulle ha befunnit sig sista delen av Sången om Sigdriva och största delen av Det större kvädet om Sigurd. Vad som återstår av det senare är 22 verser som benämns Brottstycke av det större kvädet om Sigurd. Hela dikten skulle ha bestått av mer 250 verser.
Den förlorade delen av Völsungacykeln finns bevarad i prosaform inom ramen för Völsungasagan, som är en fornaldarsaga. I denna del av Völsungasagan finns även fyra verser poesi insprängd.

## GkS 2367 4to
En av huvudhandskrifterna till Snorres Edda (GkS 2367 4to) brukar även den gå under namnet Codex Regius, eftersom den ingick i samma boksamling som biskop Brynjólfur sände till Fredrik III. Handskriften, som består av 55 pergamentsblad, återlämnades till Island 1985 och finns nu på Árni Magnússon-institutet för isländska studier.

## GkS 1157 fol.
Också GkS 1157 fol., som innehåller den nästan fullständiga texten till den isländska fristatslagen Grágás, bär namnet Codex Regius eller Konungsbók. Handskriften är ett praktverk i stort format, vackert präntad med stora initialer i flerfärg. Ett eller två blad saknas, men lakunen kan delvis fyllas ut efter Staðarhólsbók. Handskriften daterar sig troligen till 1200-talets senare hälft, men bygger på samma – nu förlorade – grundhandskrift som Staðarhólsbók.